# Notoceresium impressiceps
Notoceresium impressiceps là một loài bọ cánh cứng trong họ Cerambycidae.